# Rautakallio (ö i Norra Österbotten)
Rautakallio är en liten ö mellan fastlandet och Karlö i Bottenviken och i kommunen Siikajoki i Finland. Ön ligger omkring 35 kilometer väster om Uleåborg. Öns area är 0,7 hektar och dess största längd är 190 meter i sydöst-nordvästlig riktning.
På ön finns ett sjömärke.